# Gallimimus bullatus
Gallimimus bullatus (lat. "parecido a una gallina con bulla") es la única especie conocida del género extinto  Gallimimus de dinosaurio terópodo ornitomímido, que vivió a finales del período Cretácico, hace aproximadamente 70 millones de años en el Maastrichtiense, en lo que hoy es Asia. Fue hallado en la Formación Nemegt, en Mongolia. Debido a su constitución ligera y sus largas patas traseras, este dinosaurio estaba adaptado para la carrera. Sin duda fue esa su gran baza para escapar de los depredadores. Su aspecto recuerda al de un avestruz dado su largo cuello y su pico sin dientes. Su larga cola le servía para mantener el equilibrio al avanzar. Parte de su fama se la debe a su aparición en la saga de novelas de Michael Crichton El Mundo Perdido, y de la primera entrega de la saga de películas Parque Jurásico dirigida por Steven Spielberg.

## Descripción
Gallimimus es el miembro más grande conocido de la familia Ornithomimidae. El holotipo adulto, espécimen IGM 100/11, tenía aproximadamente 6 metros de largo y 1,9 metros de altura en la cadera. Su cráneo tenía 330 milímetros de largo y el fémur, hueso del muslo, tenía 660 milímetros. Habría pesado unos 440 kilogramos. En comparación, un espécimen juvenil, ZPAL MgD-I / 94 tenía aproximadamente 2,15 metros de largo, 0,79 metros de altura en la cadera y pesaba alrededor de 26 kilogramos. Sobre la base de los fósiles de los parientes Ornithomimus, se sabe que los ornitomímidos tenían plumas y los adultos portaban estructuras en forma de alas, como lo demuestra la presencia de perillas en el hueso del cúbito de la parte inferior del brazo, protuberancias que indican dónde se habrían adherido las plumas.

Comparación con un humano.

Gallimimus era en apariencia similar a los actuales avestruces, cabeza pequeña, grandes ojos, cuello largo, miembros anteriores pequeños, fuertes patas para correr y una larga cola. Un carácter de diagnóstico de Gallimimus son sus manos cortas en comparación al húmero, cuando se lo compara con otros ornitomímidos. Sus patas delanteras eran relativamente cortas comparadas con las traseras, y estaban rematados con tres garras en cada mano. A pesar de estar afiladas, no está claro que tuvieran mucha utilidad. Algunos expertos han dado utilidad a las garras del Gallimimus aventurando que pudieron servirle para escarbar en la tierra y conseguir así huevos, raíces y tubérculos con los que alimentarse. Además de esto, en la forma mongol los arcos neurales dorsales de las vértebras sacras no se funden totalmente incluso en especímenes maduros, en contraste con esos observados en Ornithomimus y Struthiomimus. La cola era utilizada como contrapeso. Los ojos estaban situados a los lados de su cabeza, significando que no poseía la visión binocular. Como la mayoría de los pájaros modernos, tenía huesos huecos. Gallimimus tenía un número de adaptaciones que sugieren buena capacidad para correr, miembros largos, con una tibia y metatarso largos y los dedos del pie cortos. Un pico fosilizado presente en un cráneo de Gallimimus estaba bordeado de un pico que se ha interpretado como parte de un mecanismo de filtrado como los de los patos. Sin embargo, picos similares se ven en tortugas de mar herbívoras y los ornitomímidos eran relativamente comunes en ambientes con estaciones secas, donde no había alimentación para filtrar. Parece más probable que Gallimimus fuese un omnívoro, usando su pico en las plantas y la captura de pequeños animales.  Sobre el Gallimimus se ha especulado sobre su dieta, sugiriendo que pudo haberse alimentado de insectos y de pequeños gusanos y pudo complementar su dieta insectívora con algunas plantas y huevos.

### Cráneo

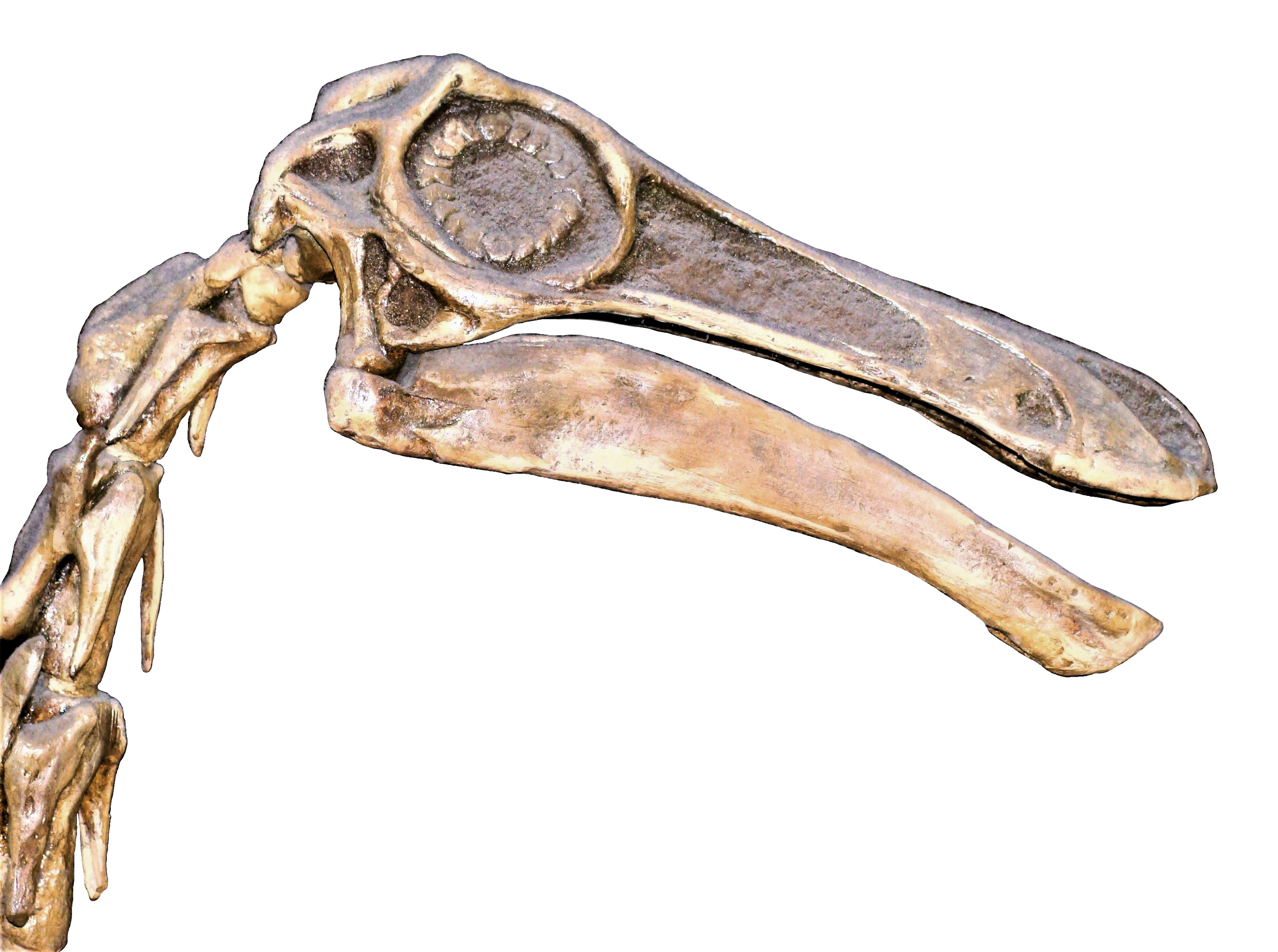
Cráneo y cuello reconstruidos, NHM

La cabeza de Gallimimus era muy pequeña y ligera en comparación con la columna vertebral. Debido a la longitud de su hocico, el cráneo era largo comparado con otros ornitomímidos y el hocico tenía un perfil superior ligeramente inclinado. Esto era menos distintivo en especímenes juveniles. El perfil lateral del hocico se diferenció de otros ornitomímidos al no estrecharse hacia su mitad frontal y el margen frontal inferior de la premaxila en la parte frontal de la mandíbula superior se elevó hacia arriba, en lugar de ser horizontal. Visto desde arriba, el hocico era casi espatulado, en forma de cuchara, ancho y redondeado en la punta , en forma de U, mientras que era agudo o en forma de V en los ornitomímidos norteamericanos. Las cuencas de los ojos eran grandes y estaban orientadas hacia los lados, como en otros ornitomímidos. La región temporal al lado del cráneo detrás de los ojos era profunda, y la fenestra infratemporal, la abertura inferior detrás de la órbita, era casi triangular y más pequeña que la del Struthiomimus. Tenía cicatrices musculares profundas en la parte posterior del techo del cráneo, a lo largo del hueso parietal. El paraesfenoide, un hueso en la parte inferior de la base del cráneo, tenía paredes delgadas, huecas y formaba una estructura bulbosa en forma de pera. La estructura tenía un surco poco profundo que se abría en la base del cráneo. Las narinas internas, aberturas internas para el pasaje nasal, eran grandes y estaban colocadas muy atrás en el paladar, debido a la presencia de un extenso paladar secundario , que era común a los ornitomímidos.

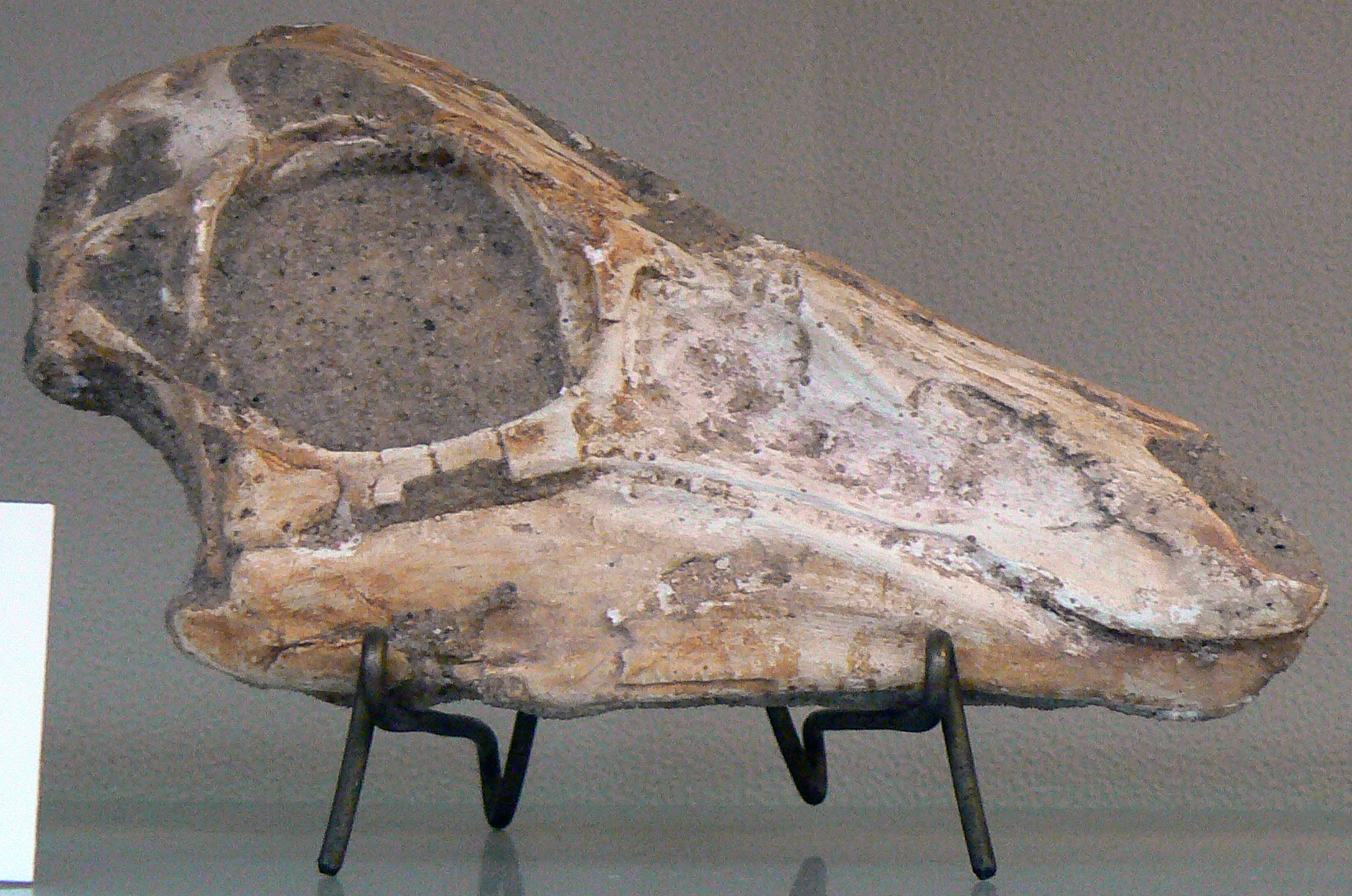
Cráneo de un ejemplar juvenil de Gallimimus.

La delicada mandíbula inferior, formada por huesos delgados, era delgada y poco profunda en la parte delantera, profundizándose hacia la parte posterior. La parte frontal de la mandíbula tenía forma de pala, lo que resultaba en un espacio entre las puntas de las mandíbulas cuando se cerraba. La forma similar a una pala era similar a la de la gaviota común y el pico inferior puede haber tenido una forma similar a la de esta ave. El proceso retroarticular en la parte posterior de la mandíbula,;donde se unían los músculos de la mandíbula, estaba bien desarrollado y consistía principalmente en el hueso angular. El surangular era el hueso más grande de la mandíbula inferior, como es habitual en los terópodos. La fenestra mandibular, una abertura orientada hacia los lados en la mandíbula inferior, era alargada y comparativamente pequeña. La mandíbula inferior no tuvo un proceso coronoideo o un hueso supradentario, cuya falta es una característica común de los terópodos con pico, ornitomimosaurios, ovirraptorosaurianos, tericinosaurianos y aves, pero inusual entre los terópodos en general. La forma y las proporciones del cráneo cambiaron significativamente durante el crecimiento. La parte posterior del cráneo y las órbitas disminuyeron de tamaño, mientras que el hocico se hizo relativamente más largo, se producen cambios similares en los cocodrilos modernos . El cráneo también fue proporcionalmente más grande en los ejemplares más jóvenes. Las mandíbulas de Gallimimus estaban desdentadas, sin dientes y la parte frontal se habría cubierto de un pico córneo en vida. El pico puede haber cubierto un área más pequeña que en los parientes de América del Norte, debido a la falta forámenes nutritivos en el maxilar. El lado interno del pico tenía estructuras columnares pequeñas, apretadas y espaciadas uniformemente, se discute su naturaleza exacta, que eran más largas en la parte delantera y acortadas hacia la parte posterior.

### Esqueleto postcraneal

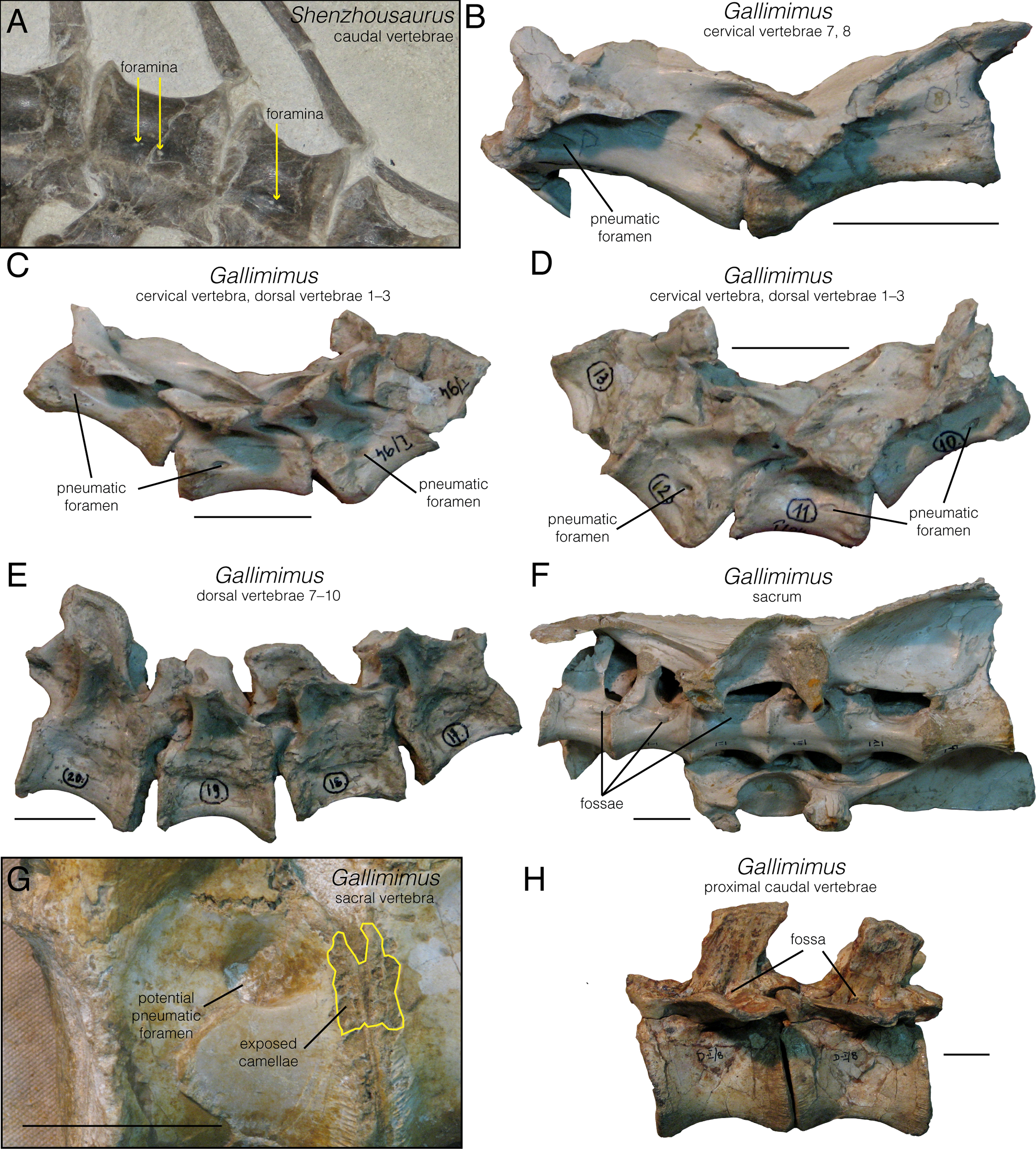
Estructuras neumáticas en las vértebras caudales de Shenzhousaurus (A), y las vértebras cervical (B, C, D), dorsal (E), sacra (F, G) y caudal (H) de Gallimimus.

Gallimimus tenía 64–66 vértebras en su columna vertebral , menos que otros ornitomímidos. Los centros o cuerpos de las vértebras eran platycoelas, con una superficie frontal plana y una superficie trasera cóncava, a excepción de las seis primeras vértebras caudales, donde la superficie trasera también era plana, y aquellas al final de la cola que eran anfiplatas, con ambas superficies planas. Muchos de los centros tenían forámenes, aberturas que también se han llamado pleurocoelos y, por lo tanto, probablemente eran neumáticas, con sus cámaras huecas invadidas por sacos de aire. El cuello consistía en 10 vértebras cervicales, todas largas y anchas, excepto el atlas, la primera vértebra que se conecta con la parte posterior del cráneo. El atlas difería del de otros ornitomímidos en que la superficie de su intercentro estaba inclinada hacia abajo hacia la parte posterior, en lugar de ser cóncava y hacia arriba. El cuello parece haber sido proporcionalmente más largo en relación con el tronco que en otros ornitomímidos. El cuello se dividió en dos secciones distintas, las vértebras cervicales en la parte delantera tenían centros que eran casi triangulares en vista lateral y se estrechaban hacia la parte posterior, así como arcos neurales bajos y cigapófisis anchas y  los procesos que articulado entre las vértebras, las vértebras cervicales en la parte posterior tenían centros con forma de carrete que se volvieron gradualmente más altos y cigapófisis largas y delgadas. La resistencia neumática aquí era pequeña y ovalada y las espinas neurales que sobresalían de los centros formaban crestas largas, bajas y afiladas, excepto en las vértebras cervicales más posteriores.
La espalda de Gallimimus tenía 13 vértebras dorsales, con centros en forma de carrete que eran cortos, pero tendían a ser más profundos y más largos hacia la espalda. Sus procesos transversales, procesos articulados con las costillas, aumentan ligeramente de longitud hacia la espalda. Los dos primeros centros dorsales tenían cavidades neumáticas profundas, mientras que el resto solo tenía depresiones poco profundas, y las espinas neurales eran prominentes y tenían una forma algo triangular o rectangular. El sacro, las vértebras fusionadas entre los huesos de la pelvis, consistía en cinco vértebras sacras que eran aproximadamente iguales en longitud. Los centros aquí eran en forma de carrete, aplanados hacia los lados y tenían fosas que parecían haber continuado como foramen profundo en algunos especímenes. Las espinas neurales aquí eran rectangulares, anchas y más altas que las de las vértebras dorsales. Eran superiores o iguales en altura al margen superior de la lámina iliaca y estaban separados, mientras que en otros ornitomímidos se fusionaron. La cola tenía 36–39 vértebras caudales, con los centros de los de la parte frontal en forma de carrete, mientras que las de la parte posterior eran casi triangulares y alargados. Las espinas neurales aquí eran altas y planas, pero disminuían hacia atrás, donde se hacían como una cresta. El único signo de neumaticidad en la cola fueron las fosas profundas entre las espinas neurales y el proceso transversal de las dos primeras vértebras caudales. Todas las vértebras en frente del sacro tenían costillas a excepción del atlas y la última vértebra dorsal. Las costillas en el cuello se fusionaron con las vértebras solo en adultos.

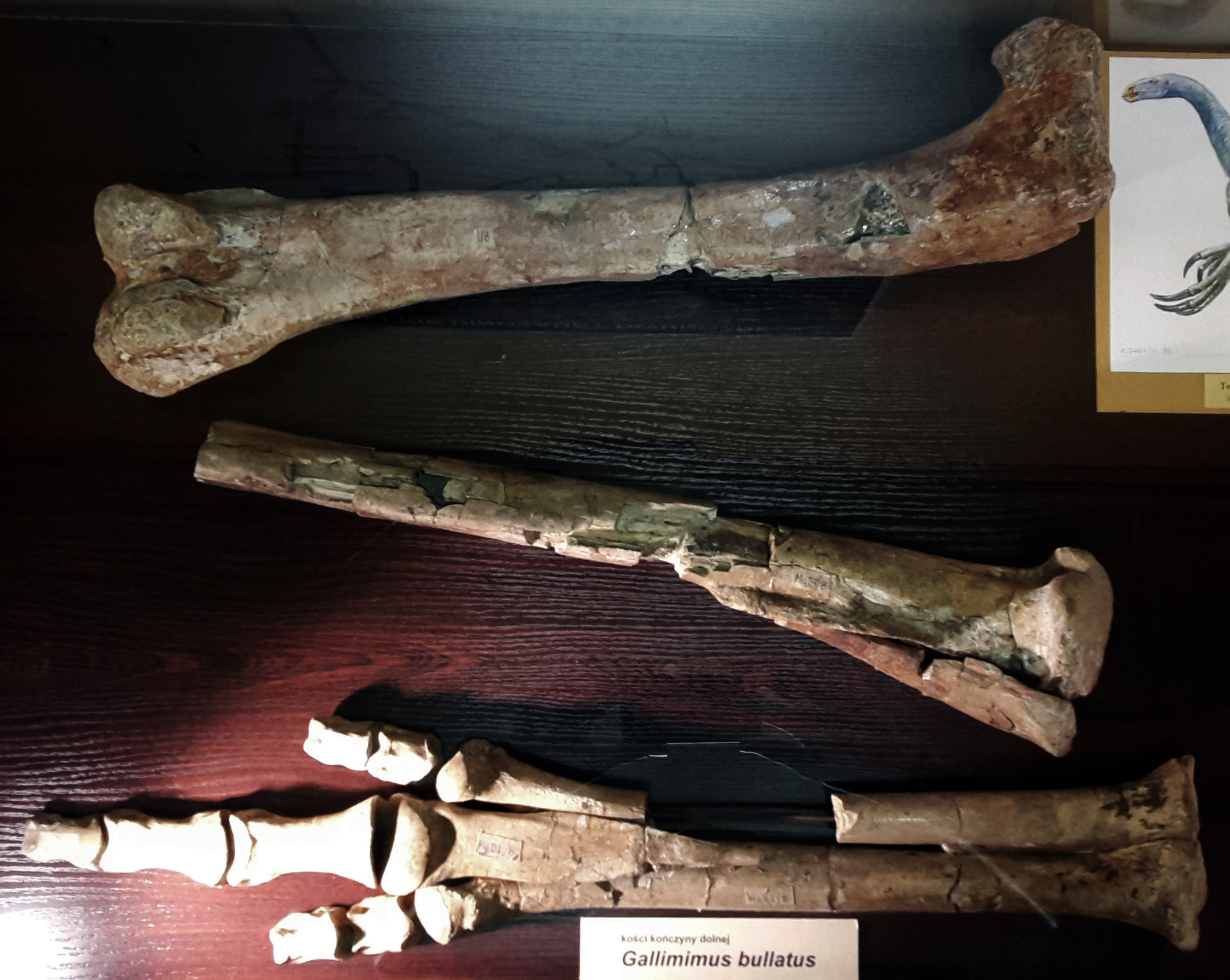
Huesos de extremidades posteriores de ZPAL MgD-I/8, MEPAS

La escápula era corta y curvada, delgada en la parte delantera y gruesa en la parte posterior. Estaba conectado relativamente débilmente con el coracoides, que era grande y profundo de arriba abajo. En general, las extremidades anteriores no diferían mucho de las de otros ornitomímidos, todos los cuales eran comparativamente débiles. El húmero, el hueso del brazo superior, que tenía una sección transversal casi circular, era largo y retorcido. La cresta deltopectoral en la parte frontal superior del húmero era comparativamente pequeña y, por lo tanto, proporcionaba poca superficie para unir los músculos de la parte superior del brazo. El cúbito era delgado, largo y débilmente curvado, con un eje casi triangular. El olecranon, la proyección desde el codo, fue prominente en adultos, pero no bien desarrollada en juveniles. El radio, el otro hueso en el brazo inferior, era largo y delgado con un extremo superior más expandido en comparación con el inferior. La mano fue proporcionalmente corta en comparación con el de otros ornitomimosaurianos, ya que tenía la relación más larga entre la mano y húmero de cualquier miembro del grupo, pero por lo demás era similar en su estructura. Tenía tres dedos, que se desarrollaron de manera similar; el primero' el "pulgar", fue el más fuerte, el tercero fue el más débil y el segundo fue el más largo. Los unguales, los huesos de garras, eran fuertes, algo curvados, el del primer dedo era más curvo y comprimidos lateralmente con un surco profundo en cada lado. Los unguales se desarrollaron de manera similar, aunque el tercero fue ligeramente más pequeño. Las extremidades anteriores parecen haberse vuelto proporcionalmente más largas durante el crecimiento.
El cociente del antebrazo con el brazo alcanza el 66% en Gallimimus, mientras que en las formas americanas varía del 70% a incluso el 91%  en Dromiceiomimus. Otra diferencias con sus parientes de Norteamérica se ven en las comparaciones de las longitudes de los huesos. En Gallimimus el cociente de las vértebras dorsales con las caudales  del 85% es mayor que en otros géneros, en Struthiomimus, por ejemplo, este cociente es el aproximadamente 76%.
El pubis era largo y delgado, terminando en una bota púbica que se expandió hacia delante y hacia atrás, una característica general de los ornitomimosaurianos. Las extremidades posteriores diferían poco de las de otros ornitomímidos, y eran proporcionalmente más largas que en otros terópodos. El fémur era casi recto, largo y delgado con un eje aplanado lateralmente. La tibia era recta, larga, con dos cóndilos bien desarrollados, el extremo redondeado de un hueso, en el extremo superior y un extremo inferior aplanado. El peroné de la pierna inferior era plano, delgado y ancho en el extremo superior, estrechándose hacia el extremo inferior. La mitad inferior del tercer metatarsiano era ancho cuando se veía al final, cubriendo en parte los dos metatarsianos adyacentes a cada lado, pero se estrechó abruptamente en la mitad de la longitud, encajándose entre esos huesos y desapareciendo, una estructura de pellizco arctometatarsal. El tercer dedo del pie fue proporcionalmente más corto en relación con la extremidad que en otros ornitomímidos. Al igual que en otros ornitomímidos, el pie no tenía hallux, el primer dedo de la mayoría de los demás terópodos. Los unguales de los dedos de los pies eran planos en sus lados inferiores, los dos exteriores declinaron ligeramente hacia afuera desde sus dígitos. La longitud proporcional de los huesos en las extremidades posteriores cambió muy poco con el crecimiento. Las sacrales en Gallimimus también se distinguen por su gran alargamiento concerniente a la longitud del fémur.

## Descubrimiento e investigación

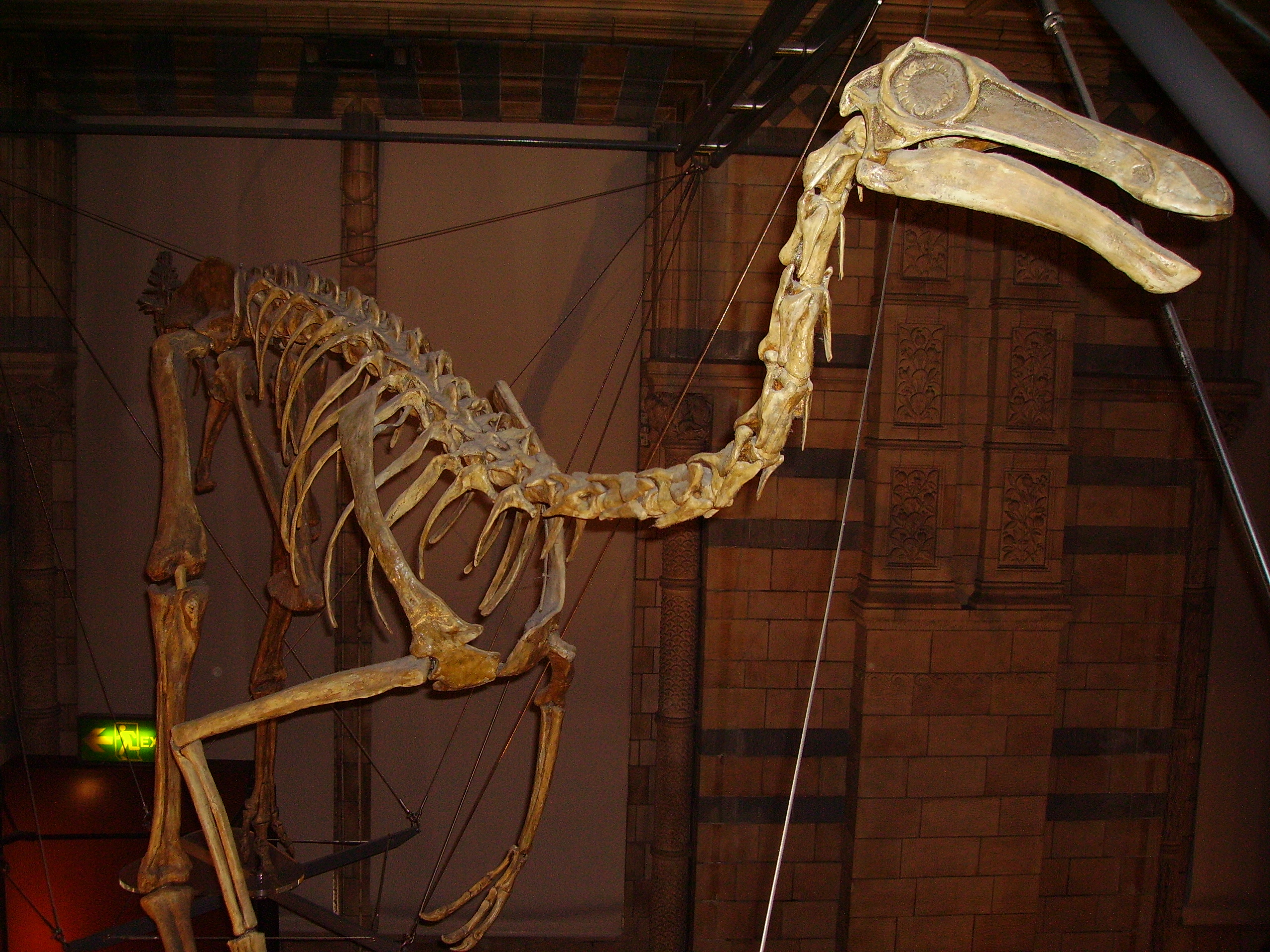
Esqueleto de Gallimimus.

Entre 1963 y 1965, la Academia de Ciencias de Polonia y la Academia de Ciencias de Mongolia organizaron las expediciones paleontológicas polaco-mongoles al desierto de Gobi en Mongolia. Entre los restos de dinosaurios descubiertos en los lechos de arena de la cuenca Nemegt se encontraban numerosos ornitomímidos en diferentes etapas de crecimiento de las localidades dev Nemegt, Tsaagan Khushuu, Altan Ula IV y Naran Bulak. Se recogieron tres esqueletos parcialmente completos, dos con cráneos, así como muchos restos fragmentarios. La paleontóloga Zofia Kielan-Jaworowska descubrió el esqueleto más grande, que luego se convertiría en el holotipo de Gallimimus bullatus.en Tsaagan Khushuu en 1964, se conservó acostado sobre su espalda y se encontró el cráneo debajo de su pelvis. También se encontró un pequeño espécimen en Tsaagan Khushuu el mismo año, y otro pequeño espécimen se encontró en la localidad de Nemegt. Un pequeño esqueleto sin extremidades anteriores fue descubierto en 1967 por la expedición paleontológica de Mongolia en Bugeen Tsav fuera de la Cuenca Nemegt. Los fósiles se alojaron en la Academia de Ciencias de Mongolia, Polonia y la URSS. Las expediciones polaco-mongoles fueron notables por ser dirigidas por mujeres, algunas de las cuales fueron de las primeras mujeres en nombrar nuevos dinosaurios. Los fósiles descubiertos en estas expediciones arrojaron nueva luz sobre el intercambio de fauna entre Asia y América del Norte durante el Cretácico. Algunos de los esqueletos se exhibieron en Varsovia en 1968, montados en posturas altas y semi-erectas, que fueron aceptadas en ese momento, aunque hoy en día se prefieren más posturas horizontales.

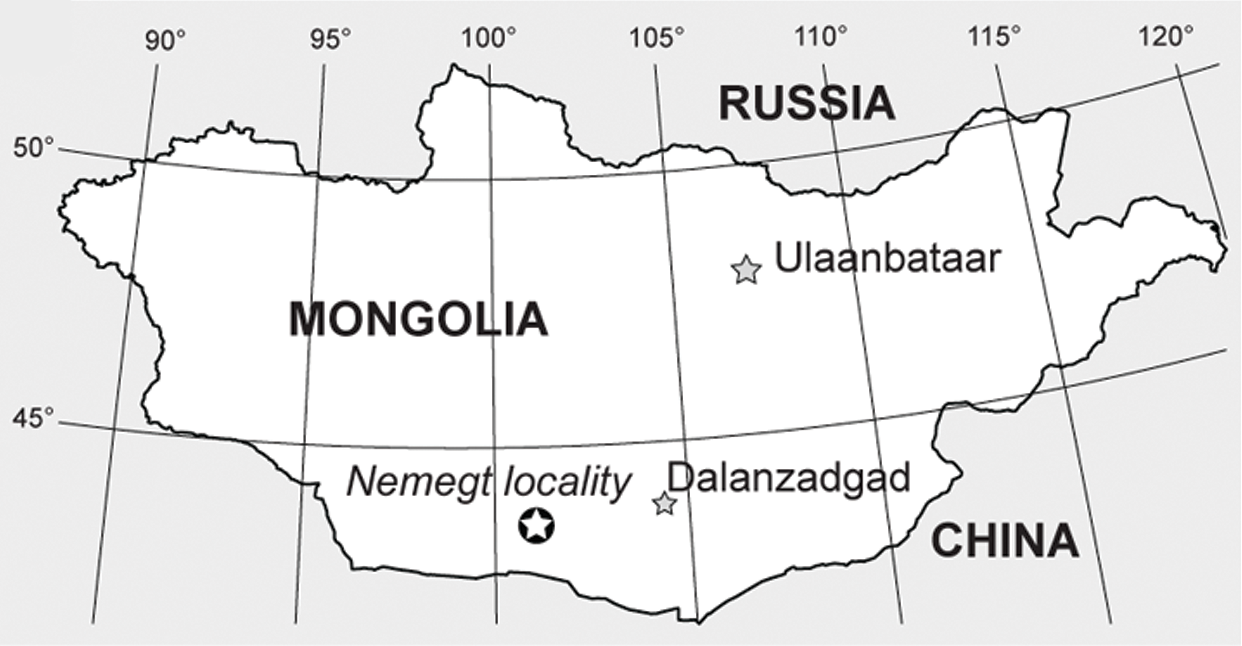
La localidad de Nemegt (✪) en la cuenca de Nemegt, en el sur de Mongolia, donde se han encontrado algunos especímenes de Gallimimus.

En 1972, los paleontólogos Rinchen Barsbold, Halszka Osmólska, y Ewa Roniewicz nombraron al género. La única especie conocida y tipo Gallimimus bullatus, utilizando el esqueleto recolectado más grande, el espécimen IGM 100/11, de Tsaagan Khushuu, anteriormente conocido como GINo.DPS 100/11 y MPD 100 / 11, como el holotipo. El nombre genérico se deriva del latín gallus, "pollo" y del griego mimos, "imitador", en referencia a la parte frontal de las vértebras del cuello que se asemejaban a las de los  galliformes. El nombre específico se deriva del latín bulla , una cápsula de oro usada por los romanos jóvenes alrededor del cuello, en referencia a la cápsula bulbosa en el parasfenoide en la base del cráneo del dinosaurio. Tal característica no había sido descrita por otros reptiles en ese momento, y era considerada inusual. El holotipo consiste en un esqueleto casi completo con un hocico distorsionado, mandíbula inferior incompleta, series vertebrales, pelvis, así como algunos huesos faltantes de manos y pies. Los otros esqueletos parcialmente completos eran juveniles. ZPAL MgD-I/1, de Tsaagan Khushuu, tiene un cráneo aplastado con una punta faltante, vértebras dañadas, costillas fragmentadas, faja pectoral y extremidades anteriores, y una extremidad posterior izquierda incompleta. ZPAL MgD-I/94 de la localidad de Nemegt, carece de cráneo, atlas, punta de la cola, faja pectoral y extremidades anteriores, mientras que el espécimen más pequeño. IGM 100/10 de Bugeen Tsav, carece de faja pectoral, extremidades anteriores y varias vértebras y costillas. Osmólska y sus colegas enumeraron 25 especímenes conocidos en total, 9 de los cuales solo estaban representados por huesos individuales.

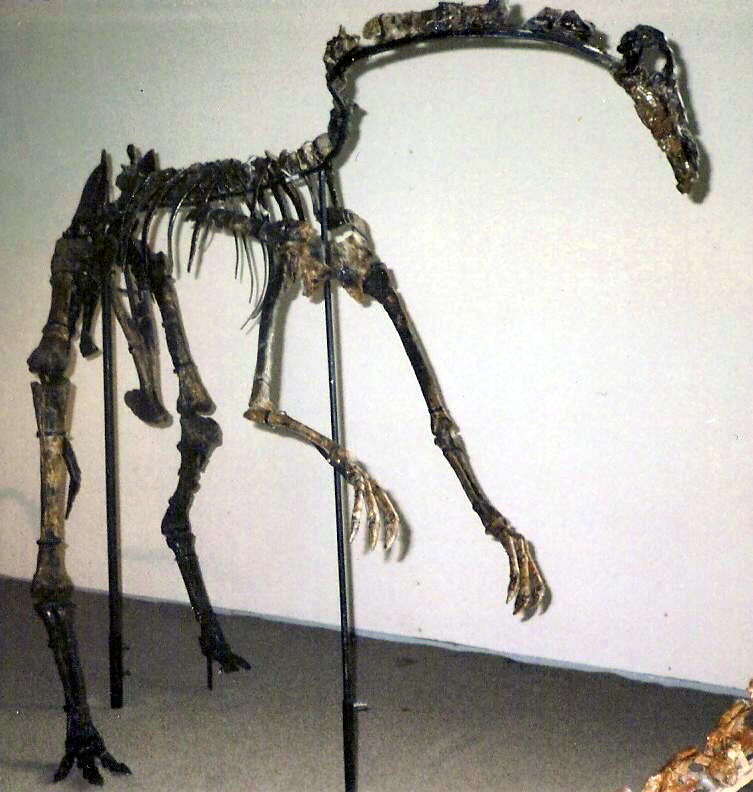
Esqueleto holotipo adulto IGM 100/11, durante una exposición temporal en Experimentarium, Hellerup

En el momento en que recibió su nombre, los fósiles de Gallimimus representaba el material ornitomímido más completo y mejor conservado que se haya descubierto y el género sigue siendo uno de los miembros más conocidos del grupo. Los ornitomímidos se conocían anteriormente principalmente en América del Norte, siendo Archaeornithomimus el único miembro conocido anteriormente de Asia, aunque sin cráneo. Desde los primeros descubrimientos, más expediciones internacionales lideradas por mongoles han encontrado más especímenes. Tres de los esqueletos de Gallimimus, incluido el holotipo, más tarde se convirtieron en parte de una exhibición itinerante de fósiles de dinosaurios de Mongolia, que recorrieron varios países.
La caza furtiva de fósiles se ha convertido en un grave problema en Mongolia en el siglo XXI y varios especímenes de Gallimimus han sido saqueados. En 2017, Hang-Jae Lee y sus colegas informaron sobre un rastro fósil descubierto en 2009 asociado con un pie de Gallimimus, el espécimen MPC-D100F/17. El resto del esqueleto parecía haber sido eliminado previamente por cazadores furtivos, junto con varios otros especímenes de Gallimimus, como lo indican los pozos de excavación vacíos, la basura y los huesos rotos dispersos en la cantera. Es inusual encontrar huellas estrechamente asociadas con fósiles corporales. Algunas de las pistas son consistentes con los pies de ornitomímidos, mientras que otras pertenecen a diferentes dinosaurios.
En 1988, el paleontólogo Gregory S. Paul concluyó que los cráneos de los ornitomímidos eran más similares entre sí de lo que se pensaba anteriormente y movieron a la mayoría de las especies al mismo género, Ornithomimus, lo que dio como resultado la nueva combinación Ornithomimus bullatus. En 2010, en su lugar usó la combinación Struthiomimus bullatus. Las especies involucradas generalmente han sido mantenidas en géneros separados por otros escritores. En una revista de 1988 se informó sobre una vértebra de ornitomímido de Japón llamada "Sanchusaurus", pero fue asignada a Gallimimus sp. por el paleontólogo Dong Zhiming y sus colegas en 1990.
Barsbold se refirió informalmente a un esqueleto casi completo, "IGM 100/14' como "Gallimimus mongoliensis", pero como se diferencia de Gallimimus en algunos detalles, Yoshitsugu Kobayashi y Barsbold propusieron en 2006 que probablemente Pertenece a un género diferente. Un reciente análisis del esqueleto casi completo de "G. mongoliensis" concluyó que no pertenece a Gallimimus pero representa un nuevo, todavía no nombrado género de ornitomímido.
En el año 2000, el paleontólogo Philip J. Currie propuso que Anserimimus, que solo se conoce de un esqueleto de Mongolia, era un sinónimo más moderno de Gallimimus, pero esto fue descartado por Kobayashi y Barsbold, quienes señalaron varias diferencias entre los dos. Barsbold notó alguna variación morfológica entre los nuevos especímenes de Gallimimus, aunque esto nunca ha sido publicado.
Nuevos fósiles descubiertos por Peter J. Makovicky en el Desierto de Gobi en el 2001, indican que Gallimimus poseía un pico que filtraba de los charcos animales diminutos  y agua a través de unas ranuras o lamelas que tienen en el pico y la lengua como los flamencos actuales.

## Clasificación
Osmólska y sus colegas asignaron a Gallimimus a la familia Ornithomimidae en 1972, con el norteamericano Struthiomimus como el pariente más cercano, al tiempo que lamentaban el hecho de que la comparación entre los taxones era difícil porque otros ornitomímidos conocidos en ese momento estaban mal conservados o inadecuadamente descritos. En 1975, Kielan-Jaworowska declaró que aunque muchos dinosaurios de Asia se ubicaban en las mismas familias que los parientes norteamericanos, esta categoría de clasificación tendía a ser más inclusiva de lo que se usaba para las aves modernas. Destacó que mientras Gallimimus tenía un pico redondeado, similar a un ganso o un pato, los ornitomímidos norteamericanos tenían picos puntiagudos, una diferencia que de otro modo llevaría a los taxónomos a colocar aves modernas en diferentes familias. En 1976, Barsbold colocó Ornithomimidae en el nuevo grupo Ornithomimosauria, los "dinosaurios avestruz". En 2003, Kobayashi y Jun-Chang Lü encontraron que Anserimimus era el taxón hermano de Gallimimus , ambos formando un clado derivado o "avanzado" con géneros norteamericanos, lo que fue confirmado por Kobayashi y Barsbold en 2006.

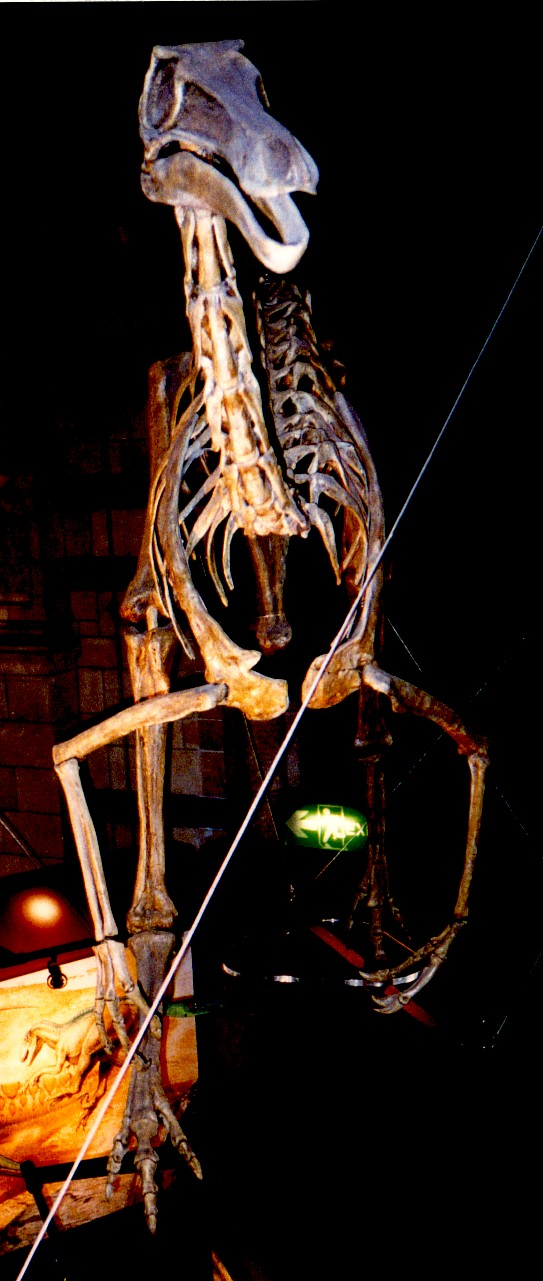
Visión frontal del esqueleto de un Gallimimus.

Los ornitomimosaurios pertenecían al clado Maniraptoriformes de los terópodos celurosaurianos, que también incluye a las aves modernas. Los ornitomimosaurianos tempranos tenían dientes, que se perdían en más miembros derivados del grupo. En 2004, Makovicky, Kobayashi y Currie sugirieron que la mayor parte de la historia evolutiva temprana de los ornitomimosaurianos tuvo lugar en Asia, donde se descubrieron la mayoría de los géneros, incluidos los taxones más basales o "primitivos", aunque reconocieron que La presencia del basal Pelecanimimus en Europa presenta una complicación en la clasificación. El grupo debe haberse dispersado una o dos veces desde Asia a Norteamérica a través de Beringia para dar cuenta de los géneros del Cretácico Tardío que se encuentran allí. Como se ve en algunos otros grupos de dinosaurios, los ornitomimosaurianos se restringieron en gran medida a Asia y América del Norte después de que Europa se separara de Asia por el estrecho de Turgai.
En 1994, el paleontólogo Thomas R. Holtz agrupó ornitomimosaurianos y troodóntidos en un clado, basándose en características compartidas, como la presencia de una cápsula bulbosa en el parasfenoide. Llamó al clado Bullatosauria, basándose en el nombre específico de Gallimimus bullatus, que también se refería a la cápsula. En 1998, Holtz descubrió que los troodóntontidos eran maniraptoranos basales, lo que significa que todos los miembros de ese clado caerían dentro de la Bullatosauria, que por lo tanto se convertiría en un sinónimo más moderno de Maniraptoriformes, y desde entonces el clado ha quedado fuera de uso.

### Filogenia
El siguiente es un cladograma de acuerdo con Xu et al., en 2011.
|  | Anserimimus |
|  |             |
|  | Gallimimus  |
|  |             |

|         | Qiupalong                                                      |
|         |                                                                |
| unnamed | \| \| Struthiomimus \| \| \| \| \| \| Ornithomimus \| \| \| \| |
|         | \| \| Struthiomimus \| \| \| \| \| \| Ornithomimus \| \| \| \| |
|         | Struthiomimus                                                  |
|         |                                                                |
|         | Ornithomimus                                                   |
|         |                                                                |

|  | Struthiomimus |
|  |               |
|  | Ornithomimus  |
|  |               |

|  | Anserimimus |
|  |             |
|  | Gallimimus  |
|  |             |

|         | Qiupalong                                                      |
|         |                                                                |
| unnamed | \| \| Struthiomimus \| \| \| \| \| \| Ornithomimus \| \| \| \| |
|         | \| \| Struthiomimus \| \| \| \| \| \| Ornithomimus \| \| \| \| |
|         | Struthiomimus                                                  |
|         |                                                                |
|         | Ornithomimus                                                   |
|         |                                                                |

|  | Struthiomimus |
|  |               |
|  | Ornithomimus  |
|  |               |

|  | Anserimimus |
|  |             |
|  | Gallimimus  |
|  |             |

|         | Qiupalong                                                      |
|         |                                                                |
| unnamed | \| \| Struthiomimus \| \| \| \| \| \| Ornithomimus \| \| \| \| |
|         | \| \| Struthiomimus \| \| \| \| \| \| Ornithomimus \| \| \| \| |
|         | Struthiomimus                                                  |
|         |                                                                |
|         | Ornithomimus                                                   |
|         |                                                                |

|  | Struthiomimus |
|  |               |
|  | Ornithomimus  |
|  |               |

|  | Anserimimus |
|  |             |
|  | Gallimimus  |
|  |             |

|         | Qiupalong                                                      |
|         |                                                                |
| unnamed | \| \| Struthiomimus \| \| \| \| \| \| Ornithomimus \| \| \| \| |
|         | \| \| Struthiomimus \| \| \| \| \| \| Ornithomimus \| \| \| \| |
|         | Struthiomimus                                                  |
|         |                                                                |
|         | Ornithomimus                                                   |
|         |                                                                |

|  | Struthiomimus |
|  |               |
|  | Ornithomimus  |
|  |               |

|  | Anserimimus |
|  |             |
|  | Gallimimus  |
|  |             |

|         | Qiupalong                                                      |
|         |                                                                |
| unnamed | \| \| Struthiomimus \| \| \| \| \| \| Ornithomimus \| \| \| \| |
|         | \| \| Struthiomimus \| \| \| \| \| \| Ornithomimus \| \| \| \| |
|         | Struthiomimus                                                  |
|         |                                                                |
|         | Ornithomimus                                                   |
|         |                                                                |

|  | Struthiomimus |
|  |               |
|  | Ornithomimus  |
|  |               |

|  | Anserimimus |
|  |             |
|  | Gallimimus  |
|  |             |

|         | Qiupalong                                                      |
|         |                                                                |
| unnamed | \| \| Struthiomimus \| \| \| \| \| \| Ornithomimus \| \| \| \| |
|         | \| \| Struthiomimus \| \| \| \| \| \| Ornithomimus \| \| \| \| |
|         | Struthiomimus                                                  |
|         |                                                                |
|         | Ornithomimus                                                   |
|         |                                                                |

|  | Struthiomimus |
|  |               |
|  | Ornithomimus  |
|  |               |

|  | Anserimimus |
|  |             |
|  | Gallimimus  |
|  |             |

|         | Qiupalong                                                      |
|         |                                                                |
| unnamed | \| \| Struthiomimus \| \| \| \| \| \| Ornithomimus \| \| \| \| |
|         | \| \| Struthiomimus \| \| \| \| \| \| Ornithomimus \| \| \| \| |
|         | Struthiomimus                                                  |
|         |                                                                |
|         | Ornithomimus                                                   |
|         |                                                                |

|  | Struthiomimus |
|  |               |
|  | Ornithomimus  |
|  |               |

|  | Anserimimus |
|  |             |
|  | Gallimimus  |
|  |             |

|         | Qiupalong                                                      |
|         |                                                                |
| unnamed | \| \| Struthiomimus \| \| \| \| \| \| Ornithomimus \| \| \| \| |
|         | \| \| Struthiomimus \| \| \| \| \| \| Ornithomimus \| \| \| \| |
|         | Struthiomimus                                                  |
|         |                                                                |
|         | Ornithomimus                                                   |
|         |                                                                |

|  | Struthiomimus |
|  |               |
|  | Ornithomimus  |
|  |               |

## Paleobiología
Las vértebras cervicales de Gallimimus indican que sostuvo su cuello oblicuamente, inclinando hacia arriba en un ángulo de 35 grados. Osmólska y sus colegas encontraron que las manos de Gallimimus no eran prensiles, capaces de agarrar, y que el pulgar no era oponible. También sugirieron que los brazos eran débiles en comparación con, por ejemplo, los del ornitomimosauriano Deinocheirus. Esto estaba de acuerdo con las interpretaciones de la biología de los ornitomímidoservicios realizadas por el paleontólogo Dale Russell desde principios de 1972, incluidas las que hubieran sido animales corredores, aunque menos ágiles que las grandes y modernas aves terrestres y habrían utilizado su velocidad para escapar de los depredadores. Russell también sugirió que tenían un buen sentido de visión e inteligencia comparable al de las aves ratites modernas. Dado que sus depredadores pueden haber tenido visión a color, sugirió que habría influido en su coloración, lo que tal vez resultara en camuflaje. En 1982, el paleontólogo Richard A. Thulborn estimó que Gallimimus podría haber corrido a velocidades de 42-56 km/h. Encontró que los ornitímidos no habrían sido tan rápidos como los avestruces, que pueden alcanzar los 70-80 km/h, en parte debido a que sus brazos y colas aumentan su peso.
En 1988, Paul sugirió que los globos oculares de los ornitomímidos se aplanaban y tenían una movilidad mínima dentro de las cuencas, lo que requería el movimiento de la cabeza para ver los objetos. Dado que sus ojos estaban más orientados hacia los lados que en otros terópodos parecidos a aves, su visión binocular habría sido más limitada, lo cual es una adaptación en algunos animales que mejora su capacidad para ver a los depredadores detrás de ellos. Paul consideró que las colas relativamente cortas, que reducían el peso y los halux faltantes de ornitomímidos eran adaptaciones para la velocidad. Él sugirió que podrían haberse defendido a sí mismos picoteando y pateando, pero habrían dependido principalmente de su velocidad para escapar. En 2015, Akinobu Watanabe y sus colegas encontraron que junto con Deinocheirus y Archaeornithomimus, Gallimimus tenía el esqueleto más neumatizado entre los ornitomimosaurios. Se piensa que la neumatización es ventajosa para el vuelo en aves modernas, pero su función en dinosaurios no aviares no se conoce con certeza. Se ha propuesto que la neumatización se usó para reducir la masa de los huesos grandes, que se relacionó con un alto metabolismo, el equilibrio durante la locomoción o se usó para la termorregulación.

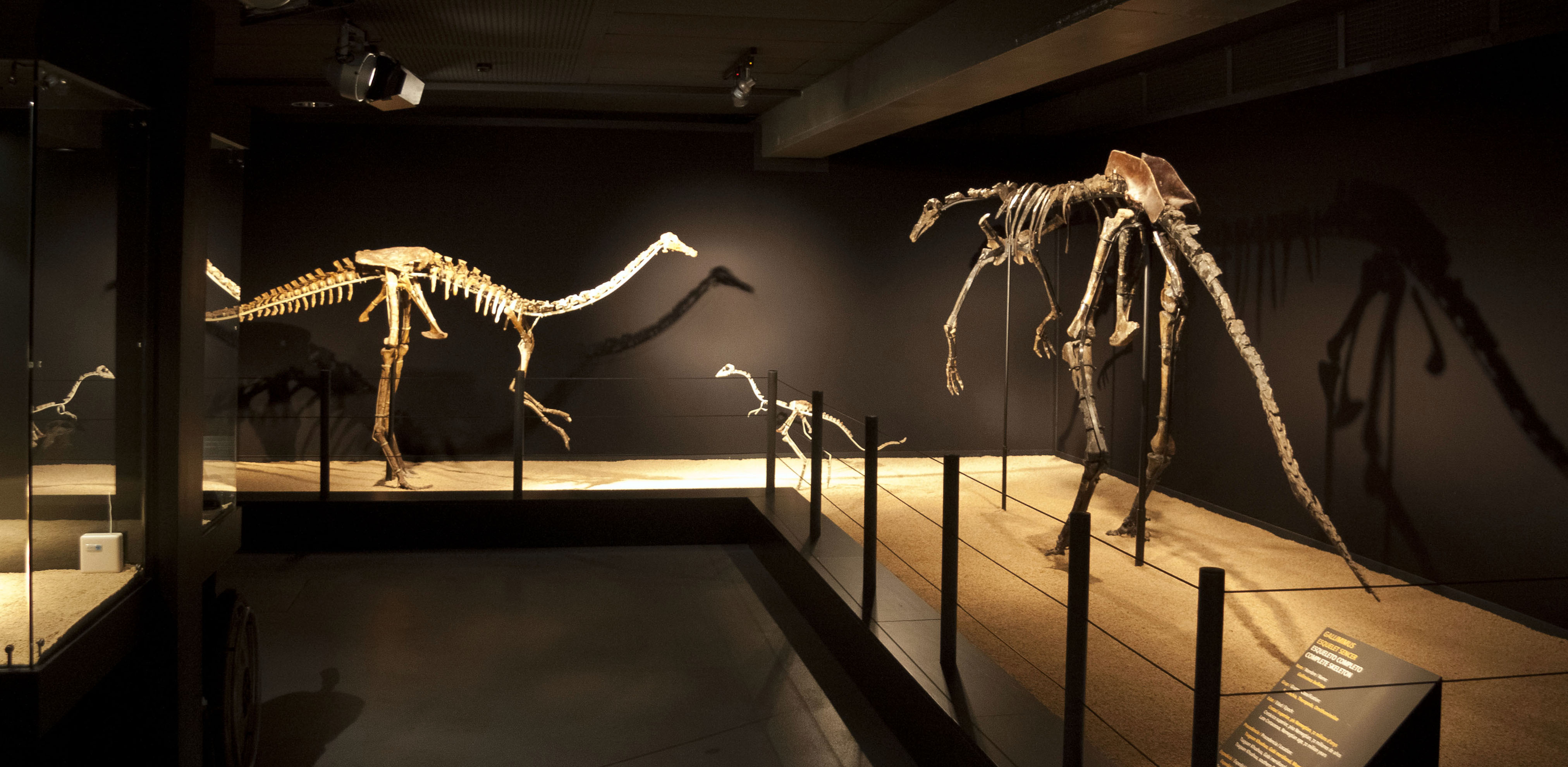
Grupo de esqueletos de Gallimimus

En 2017, Lee y sus colegas sugirieron varias posibles circunstancias tafonómicas, los cambios durante la descomposición y la fosilización para explicar cómo el pie de Gallimimus descubierto en 2009 se asoció con una vía. La pista se conserva en piedra arenisca, mientras que el pie se conserva en piedra arenisca , extendiéndose 20 centímetros debajo de la capa con la pistas. Es posible que el fósil represente a un animal que murió en su camino, pero la profundidad del pie en el lodo puede ser demasiado superficial para que se haya quedado empantanada. También puede haber sido matado por una inundación, después de lo cual fue enterrado en un estanque. Sin embargo, las capas de lodo y arena no indican inundaciones pero probablemente un ambiente seco y los sedimentos desorganizados alrededor del fósil indica que el animal estaba vivo cuando llegó a la zona. Por lo tanto, los autores sugirieron que las huellas se habían realizado durante un período prolongado de tiempo y período de secado, y que probablemente ninguna de ellas fue producida por el individuo que poseía el pie. El animal puede haber caminado por el suelo de un estanque, atravesando la capa de sedimento con las huellas mientras estaba empapado de la lluvia o el agua contenida. El animal puede haber muerto en esta posición por sed, hambre u otra razón, y luego se deposita lodo en la arena, cubriendo y preservando las huellas y el cadáver. El pie pudo haberse apretado y desarticulado al descomponerse, lo que hizo que los tendones se flexionaran, y luego fue pisado por dinosaurios pesados. El área puede haber sido un solo lecho óseo, basado en el posible número de especímenes capturados, que representan una mortalidad masiva de Gallimimus, tal vez debido a una sequía o hambruna. El hecho de que los animales parecen haber muerto al mismo tiempo, los pozos de excavación vacíos eran estratigráficamente idénticos, puede indicar que Gallimimus era gregario, lo que también se ha sugerido para otros ornitomímidos.

### Ontogenia

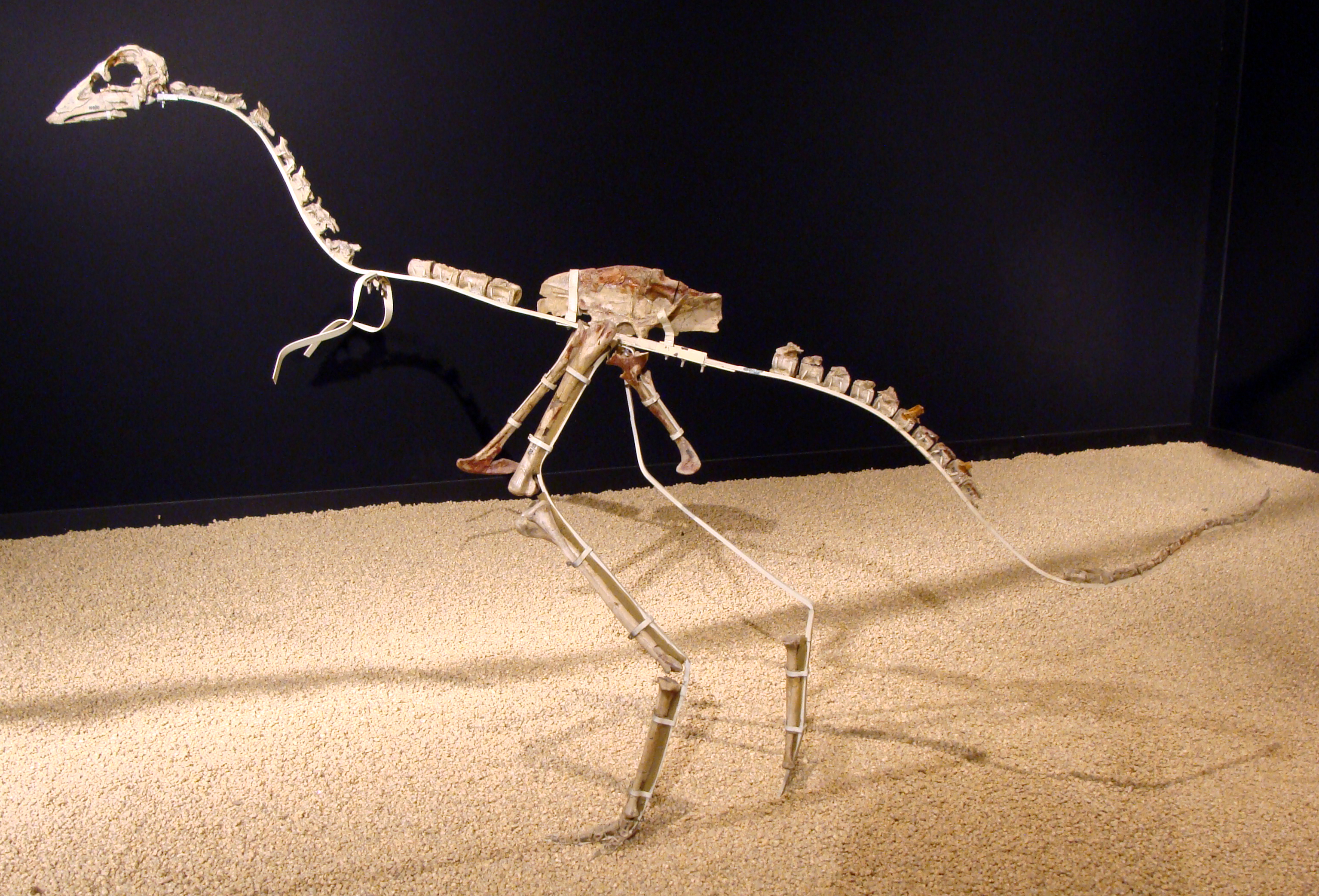
Ejemplar juvenil de Gallimimus bullatus

Un estudio realizado en 1987 por los biólogos R. Pawlicki y P. Bolechała mostró diferencias relacionadas con la edad en el contenido de calcio y fósforo,:componentes importantes en la formación de hueso, de los especímenes de Gallimimus. Encontraron que la proporción era más alta en animales jóvenes y de mediana edad, disminuyendo con la edad. En 1991, informaron que los huesos de individuos viejos contenían las mayores cantidades de plomo y hierro, mientras que los de los animales más jóvenes eran más bajos. Un estudio de la histología ósea de varios dinosaurios en 2000, por los biólogos John M. Rensberger y Mahito Watabe, reveló que los canalículos, canales que conectan las células óseas y el colágeno, los haces de fibras, de Gallimimus y otros ornitomímidos eran más similares a los de las aves que a los mamíferos, a diferencia de los dinosaurios ornitisquios, que eran más similares a los mamíferos. Estas diferencias pueden haber estado relacionadas con el proceso y la velocidad a la que se formó el hueso. En 2012, la paleontóloga Darla K. Zelenitsky y sus colegas concluyeron que, dado que los ornitomimosaurianos adultos tenían estructuras en forma de alas en sus brazos, mientras que los juveniles no, como lo demuestran los especímenes de Ornithomimus, estas estructuras eran originalmente características sexuales secundarias , que podrían se han utilizado para el comportamiento reproductivo, como el cortejo, la visualización y la crianza.

### Estrategias de alimentación
Osmólska y sus colegas señalaron que la parte frontal del cuello de Gallimimus habría sido muy móvil y la parte trasera era más rígida, los arcos neurales en las vértebras de esa región eran similares a los de los gallos y otros galliformes, lo que indica hábitos de alimentación similares. Encontraron el pico de Gallimimus similar al de un pato o ganso y se habría alimentado de presas pequeñas y vivas que se tragó entero. La movilidad del cuello hubiera sido útil para ubicar a la presa en el suelo, ya que los ojos estaban colocados a los lados del cráneo. Asumieron que todos los ornitomímidos tenían hábitos de alimentación similares y señalaron que Russel había comparado los picos de los ornitomímidos con los de las aves insectívoras. Osmólska y sus colegas sugirieron que Gallimimus fue capaz de cinesis craneal, debido a la conexión aparentemente suelta entre algunos de los huesos en la parte posterior del cráneo, una característica que permite que los huesos individuales del cráneo se muevan entre sí. También propusieron que no usara sus extremidades anteriores para llevar comida a la boca, sino para rastrillar o cavar en el suelo para acceder a la comida. Las manos de Gallimimus pueden haber sido más débiles que, por ejemplo, las de Struthiomimus, que en su lugar pueden haber usado sus manos para enganchar y agarrar, según un artículo de 1985 de los paleontólogos Elizabeth L. Nicholls y Anthony P. Russell.
En 1988, Paul no estuvo de acuerdo en que los ornitomímidos eran omnívoros que comían animales pequeños, huevos y plantas, como se había sugerido anteriormente. Señaló que los avestruces y los emúes son principalmente animales de  pastoreo y ramoreadores y que los cráneos de los ornitomímidos eran más similares a los de los extintos moas, que eran lo suficientemente fuertes como para masticar las ramitas, como lo demuestra su contenido intestinal. Además, sugirió que los ornitomímidos estaban bien adaptados para alimentarse de plantas resistentes y que habrían usado sus manos para llevar las ramas al alcance de sus mandíbulas. El paleontólogo Jørn Hurum sugirió en 2001 que debido a su estructura de mandíbula similar, Gallimimus puede haber tenido una dieta omnívora, oportunista, como las gaviotas. También observó que la unión intramandibular apretada evitaría cualquier movimiento entre las partes delantera y trasera de la mandíbula inferior.
En 2001, los paleontólogos Mark A. Norell, Makovicky y Currie publicaron un cráneo de Gallimimus, IGM 100/1133 y un cráneo de Ornithomimus que conservaban estructuras de tejidos blandos en el pico. El lado interno del pico de Gallimimus tenía estructuras columnares que los autores encontraron similares a las laminillas en los picos de las aves anseriformes, que las utilizan para manipular alimentos, filtrar sedimentos, separar los alimentos de otros materiales y para cortar plantas durante el pastoreo. Encontraron al pato cuchara, que se alimenta de plantas, moluscos, ostracodos y foraminíferos, como el anseriforme moderno con estructuras más similares en anatomía a las de Gallimimus. Los autores notaron que los ornitomímidos probablemente no usaban sus picos para cazar animales grandes y eran abundantes en ambientes mésicos, mientras que eran más raros en ambientes más áridos, lo que sugiere que pueden haber dependido de fuentes de alimentos acuáticos. Si esta interpretación es correcta, Gallimimus habría sido uno de los animales filtradores terrestre más grandes conocidos.
En 2005, el paleontólogo Paul Barrett señaló que las estructuras similares a lamelas de Gallimimus no parecían ser cerdas flexibles como las de las aves que se alimentan por filtración, ya que no hay indicios de que estas estructuras se superpongan o se colapsen, sino que fueron más similar a las crestas verticales delgadas y regularmente espaciadas en los picos de las tortugas y dinosaurios hadrosáuridos. En estos animales, se cree que dichas crestas están asociadas con dietas herbívoras, utilizadas para moler vegetación resistente. Barrett sugirió que las crestas en el pico de Gallimimus representaban un molde natural de la superficie interna del pico, lo que indicaba que el animal era un herbívoro que se alimentaba de material con alto contenido de fibra. El descubrimiento de muchos gastrolitos, piedras de molleja, en algunos ornitomímidos indican la presencia de un molino gástrico y por lo tanto, apuntan hacia una dieta herbívora, ya que se utilizan para moler alimentos de animales que carecen del aparato de masticación necesario. Barrett también calculó que unos 440 kilogramos Gallimimus habría necesitado entre 0,07 y 3,34 kilogramos de alimento por día, dependiendo de si se tenía un metabolismo endotérmico o uno ectotérmico, una ingesta que no era factible si se trataba de un filtrador. También descubrió que los ornitomímidos eran abundantes no solo en formaciones que representaban ambientes mésicos, sino también en ambientes áridos donde no habría suficiente agua para mantener una dieta basada en la alimentación por filtración. En 2007, el paleontólogo Espen M. Knutsen escribió que la forma de pico de los ornitomímidos, en comparación con los de las aves modernas, era consistente con un omnívoro o un herbívoro de vegetales altos en fibra.

## Paleoecología
Gallimimus es conocido de la formación Nemegt en el desierto de Gobi en el sur de Mongolia. Esta formación geológica nunca se ha fechado radiométricamente, pero la fauna presente en el registro fósil indica que probablemente se depositó durante la etapa Maastrichtiense temprana, al final del Cretácico Superior hace unos 70 millones de años. Los sedimentos de la localidad tipo de Gallimimus, Tsaagan Khushuu constan de limos, limolitas, lutitas, arenas, así como menos frecuentes capas delgadas de areniscas. Las facies rocosas de la formación Nemegt sugieren la presencia de canales de ríos, marismas, lagos poco profundos y planicies aluviales en un entorno similar al delta del Okavango de la actual Botsuana. Los grandes canales fluviales y los depósitos de suelo son evidencia de un clima significativamente más húmedo que el de las formaciones más antiguas de Barun Goyot y Djadochta. Aunque los depósitos de caliche indican que se produjeron sequías periódicas. Los huesos fósiles de la cuenca Nemegt, incluyendo Gallimimus, son más radioactivos que los fósiles de las áreas circundantes, posiblemente porque el uranio se acumula en los huesos, transportado allí mediante la filtración de agua subterránea.
Los ríos Nemegt, donde vivía Gallimimus, eran el hogar de una gran variedad de organismos. En esta región se han descubierto fósiles de moluscos ocasionales , así como una variedad de otros animales acuáticos como peces, tortugas y crocodilomorfos, incluido el Shamosuchus. Los fósiles de mamíferos son raros en la formación Nemegt, pero se han encontrado muchas aves, incluida la Enantiornithes Gurilynia, el Hesperornithes Judinornis y Teviornis, un posible anseriforme. Los dinosaurios herbívoros descubiertos en la formación Nemegt incluyen anquilosáuridos como Tarchia, el paquicefalosauriano Prenocephale, grandes hadrosáuridos como Saurolophus y Barsboldia y saurópodos como Nemegtosaurus y Opisthocoelicaudia. Los terópodos depredadores que vivían junto a Gallimimus incluyen tiranosauroides como Tarbosaurus, Alioramus y Bagaraatan, y troodóntidos como Borogovia, Tochisaurus y Zanabazar. Los terópodos herbívoros u omnívoros incluyen tericinosaurianos, como Therizinosaurus, así como oviraptorosaurianos, como Elmisaurus, Nemegtomaia y Rinchenia. También se encuentran otros ornitomimosaurios, incluidos Anserimimus y Deinocheirus, pero Gallimimus es el miembro más común del grupo en el Nemegt.

## En la cultura popular
Gallimimus se presentó en la película de 1993 Parque Jurásico por el director Steven Spielberg, una escena similar en la novela original de 1990 que en lugar de hadrosáuridos. Spielberg quería una secuencia de estampida con manadas de animales en la película, pero no sabía cómo lograrlo. Al principio se iba a visualizar a través de una animación stop-motion. En ese momento, había poca fe en la creación de animales a través de la animación por computadora, pero la compañía de efectos visuales Industrial Light and Magic recibió el visto bueno de los productores de la película para explorar las posibilidades. ILM creó un esqueleto de Gallimimus en la computadora y una prueba animada que muestra una manada de esqueletos corriendo, y más tarde un Tyrannosaurus persiguiendo una manada Gallimimus completamente renderizada. El equipo de producción se entusiasmó mucho ya que no se había logrado nada similar y Spielberg se convenció de escribir la escena en el guion y también utilizar gráficos de computadora para otras tomas de dinosaurios en la película en lugar de stop-motion. Los Gallimimus fueron animados mediante el rastreo de marcos de imágenes de avestruces, y también se hizo referencia a imágenes de manadas de gacelas. Kielan-Jaworowska, quien descubrió el espécimen holotipo, lo llamó "una escena hermosa". Los dinosaurios de la película fueron una de las aplicaciones más publicitadas de imágenes generadas por computadora en la película, y se consideraron más realistas que lo que se había logrado anteriormente con efectos especiales.
El énfasis en el comportamiento de bandada de aves de la manada de Gallimimus fue un punto en la historia de Parque Jurásico, ya que se suponía que representaban los precursores de las aves. La manada se mostraba moviéndose como un todo, en lugar de animales individuales corriendo, y los Gallimimus más pequeños se mostraban en medio del grupo, como si estuvieran protegidos. Durante la escena, el paleontólogo protagonista Alan Grant dice que la manada se mueve con "cambios de dirección uniformes, igual que una bandada de pájaros que evaden a un depredador" y "apuesta que nunca volverás a mirar a los pájaros de la misma manera". Esto contrastó con la forma en que los dinosaurios se representaban tradicionalmente en los medios de comunicación masivos como animales pesados y que arrastran la cola y la película ayudó a cambiar la percepción común de los dinosaurios. Esta y otras escenas reflejaron las teorías recientes de la evolución de las aves, alentadas por el asesor científico de la película, el paleontólogo John R. Horner, ideas que aún eran polémicas en ese momento. A pesar de tales teorías, Gallimimus y otros dinosaurios de la película fueron representados sin plumas, en parte porque en ese momento no se sabía cuán difundidos estaban entre el grupo.
Se ha afirmado que las huellas de Lark Quarry, una de las mayores concentraciones de icnitas dinosaurios del mundo, en Queensland, Australia, sirvieron de inspiración y "base científica" para la escena de la estampida de Gallimimus en Parque Jurásico. Estas huellas se interpretaron inicialmente como representando una estampida de dinosaurio causada por la llegada de un depredador terópodo. La idea de que las pistas representan una estampida desde entonces ha sido cuestionada, el "terópodo" puede haber sido un herbívoro similar al Muttaburrasaurus y un asesor de Parque Jurásico ha negado que las pistas hayan servido de inspiración para la película.